# Dabinovac
Dabinovac (cyr. Дабиновац) – wieś w Serbii, w okręgu toplickim, w gminie Kuršumlija. W 2011 roku liczyła 54 mieszkańców.